# Tavolicci
Tavolicci è un nucleo abitativo appenninico di Alfero, frazione di Verghereto, in provincia di Forlì-Cesena, ubicato a 825 m s.l.m..

## Storia
Il 22 luglio 1944 fu teatro di una strage di guerra, la più efferata compiuta dai nazi-fascisti nella provincia, nota come Eccidio di Tavolicci, nella quale furono trucidati 64 civili inermi, in maggior parte donne, bambini e anziani, su una popolazione totale di circa 90 persone.
Gli abitanti, accusati di avere ospitato forze partigiane locali, furono rinchiusi in una delle case ed uccisi barbaramente con raffiche di mitra e bombe a mano.
La casa dove avvenne l'eccidio è stata trasformata in un museo dedicato alla memoria delle vittime innocenti della guerra. Il museo è visitabile su appuntamento.